# Siabu (Siabu)
Siabu is een bestuurslaag in het regentschap Mandailing Natal van de provincie Noord-Sumatra, Indonesië. Siabu telt 3071 inwoners (volkstelling 2010).